# Diego Ocampo
Diego Ocampo (Orense, 9 de enero de 1976) es un entrenador de baloncesto español que actualmente entrena al BAXI Manresa de la Liga Endesa y dirige a la Selección de baloncesto de la República Checa.

## Carrera deportiva en clubs
Nacido en Orense en 1976, Ocampo inició su carrera profesional en las categorías inferiores del AB Ourense y su primera experiencia como profesional fue en la Liga LEB 1 como ayudante del Club Ourense Baloncesto. Allí permaneció dos temporadas hasta que en la 2004-05 se marchó como segundo entrenador de Salva Maldonado al CB Tarragona.
Tras la destitución de Maldonado, el técnico orensano se hizo cargo del equipo durante dos temporadas más, llegando a clasificar al club catalán por primera y única vez en su historia para los 'play-offs' de ascenso a la Liga ACB.
Finalizado su periplo en Tarragona, dio el salto a la máxima categoría para acompañar a Pedro Martínez al ambicioso proyecto del Akasvayu Girona. Un año después, recaería en el club en el que más tiempo ha permanecido, el Cajasol Sevilla.
Aterrizó en la capital hispalense en la temporada 2008-09 como entrenador ayudante y su relación con el club sevillano se prolongó durante seis campañas. En ese periodo, Ocampo tuvo la oportunidad de trabajar como ayudante de Pedro Martínez, Joan Plaza y Aíto García Reneses.
En verano de 2014 se firmó contrato con el club UCAM Murcia CB para ejercer como primer entrenador por una campaña, en sustitución de Marcelo Nicola. Con él al mando, el equipo consiguió realizar la mejor temporada de la historia del club en ACB para finalizar con un récord de 17-17 en liga regular y peleando hasta las últimas jornadas por entrar en playoff. El club no le ofreció la renovación al término de la temporada.
El 15 de julio de 2015 fue presentado como nuevo entrenador del CB Estudiantes, club histórico de la ACB con una larga tradición basada en su prolífica cantera de formación. A finales de enero, es cesado por el equipo colegial.
El 7 de febrero de 2018 es destituido como entrenador del Divina Seguros Joventut debido a los pésimos resultados conseguidos.
El 29 de abril de 2018 se convierte en entrenador del ICL Manresa tras el fin de la temporada regular y con el objetivo de volver el equipo a la Liga ACB en los play-off de ascenso.
El 26 de junio de 2018 se desvincula del Baxi Manresa. El 24 de julio de 2018, el FC Barcelona hace oficial que será el nuevo entrenador del Fútbol Club Barcelona "B", que jugará en la liga LEB Oro. Firma por tres temporadas.
El 11 de julio de 2020 regresó a la ACB al fichar por el Casademont Zaragoza por dos temporadas. Tras dos victorias y seis derrotas en las primeras ocho jornadas de liga, fue destituido.
El 11 de junio de 2021, firma por los Skyliners Frankfurt de la Basketball Bundesliga. El 17 de marzo de 2022, sería destituido del conjunto germano.
El 11 de abril de 2022, firma por el UBU Tizona de LEB Plata para disputar los play-offs de ascenso a Liga LEB Oro.
En la temporada 2022-23, vuelve a hacerse cargo del conjunto burgalés de LEB Plata, con el que logra ascender a la LEB Oro, tras vencer en la eliminatoria final por el ascenso que participan los primeros clasificados de ambos grupos, en la que vence al CB Prat.
El 14 de julio de 2023, se convierte en entrenador de la Selección de baloncesto de la República Checa, que compagina con su cargo de entrenador del UBU Tizona en LEB Oro.
El 17 de junio se anuncia su vuelta al BAXI Manresa de la Liga Endesa por 2 temporadas tras la gran campaña realizada en Tizona, llevando al conjunto burgalés a la Final Four y quedándose cerca del ascenso directo, en su temporada como recién ascendido.

## Carrera deportiva en Selección Nacional
En las categorías inferiores de la selección española, ha dirigido tres combinados diferentes, con los que en 2009 logró el oro en el Europeo de Kaunas, al mando de la sub-16, dirigió a la sub-17 en el Mundial de Hamburgo 2010, y en 2011 consiguió el bronce con la sub-16 en Chequia.
Además de dirigir a estos equipos, también ha actuado como entrenador ayudante y preparador físico de la Selección B (2006-07) y como Seleccionador de Galicia.

## Trayectoria clubes
- 1996/97. AB Ourense. Cadete.
- 1997/98. AB Ourense. Junior.
- 1998/99. AB Ourense. Junior.
- 1999/00. COB-Salesianos. Cadete y Junior.
- 2000/01. Salesianos. Alevín.
- 2000/01. Carmelitas Vedruna. 2ª Nacional femenina y Junior femenino.
- 2001/02. Club Ourense Baloncesto. EBA. Entrenador ayudante y preparador físico
- 2002/03. Club Ourense Baloncesto. LEB. Entrenador ayudante
- 2003/04. Club Ourense Baloncesto. LEB. Entrenador ayudante
- 2004/05. Club Extrugasa Cortegada Vilagarcía de Arousa. Categorías inferiores.
- 2004/05. CB Tarragona. LEB 1. Entrenador ayudante de Salva Maldonado.
- 2005/06. CB Tarragona. LEB 1. Primer entrenador.
- 2006/07. CB Tarragona. LEB 1. Primer entrenador.
- 2007/08. Akasvayu Girona. ACB y ULEB Cup. Entrenador ayudante de Pedro Martínez Sánchez.
- 2009/10. Cajasol Sevilla ACB. Entrenador ayudante de Joan Plaza
- 2010/11. Cajasol Sevilla ACB y ULEB. Entrenador ayudante de Joan Plaza
- 2011/12. Cajasol Sevilla ACB. Entrenador ayudante de Joan Plaza
- 2012/13. Cajasol Sevilla ACB y ULEB. Entrenador ayudante de Aíto García Reneses
- 2013/14. Cajasol Sevilla ACB. Entrenador ayudante de Aíto García Reneses
- 2014/15. UCAM Murcia ACB. Primer entrenador.
- 2015/16. CB Estudiantes ACB. Primer entrenador.
- 2016/18. Divina Seguros Joventut ACB. Primer entrenador.
- 2018. ICL Manresa Liga LEB Oro. Primer entrenador.
- 2018/20. Futbol Club Barcelona "B" Liga LEB Oro. Primer entrenador.
- 2020. Casademont Zaragoza ACB. Primer entrenador.
- 2021/22.  Skyliners Fráncfort, BBL. Primer entrenador.
- 2022/23. Tizona Burgos. LEB Plata. Primer entrenador.
- 2023/Actualidad. Selección de baloncesto de la República Checa
- 2023/24. Tizona Burgos. LEB Oro. Primer entrenador.
- 2024/25. BAXI Manresa. ACB. Primer entrenador.

## Trayectoria selecciones
- 2006-07. España. Entrenador ayudante y preparador físico de la selección B.
- 2009. Seleccionador de España sub-16
- 2010. Seleccionador de España sub-17
- 2011. Seleccionador de España sub-16
- 2008. Seleccionador de Galicia
- 2009. Seleccionador de Galicia

## Palmarés
- 2007-08. Akasvayu Girona. ULEB Cup. Subcampeón
- 2009. España. Europeo Sub-16, en Kaunas (Lituania). Oro
- 2010-11. Cajasol Sevilla. Eurocup. Subcampeón
- 2011. España. Europeo Sub-16, en Hradec Kralove y Pardubice (República Checa). Bronce